# Sainte-Maure-de-Touraine
Sainte-Maure-de-Touraine é uma comuna francesa na região administrativa do Centro, no departamento Indre-et-Loire. Estende-se por uma área de 40,23 km². Em 2010 a comuna tinha 4 193 habitantes (densidade: 104,2 hab./km²).